# 氯化铝
氯化鋁，或三氯化铝，化學式為{\displaystyle {\ce {AlCl_3}}}，是氯和鋁的化合物。氯化鋁熔點、沸點都很低，且會昇華，為有離子性的共價化合物。熔化的氯化鋁不易導電，和大多數含鹵素離子的鹽類(如氯化鈉)不同。 
{\displaystyle {\ce {AlCl_3}}}采取{\displaystyle {\ce {YCl_3}}}结构，为Al3+立方最密堆积层状结构， 而{\displaystyle {\ce {AlBr_3}}}中Al3+却占Br−最密堆积框架的相邻四面体间隙。熔融時{\displaystyle {\ce {AlCl_3}}}生成可揮發的{\displaystyle {\ce {Al_2Cl_6}}}，含有兩個三中心四電子氯橋鍵，更高温度下Al2Cl6二聚體則離解生成平面三角形{\displaystyle {\ce {AlCl_3}}}，與{\displaystyle {\ce {BF_3}}}結構類似。
氯化鋁是很常用的路易斯酸。在化學工業，它常是傅-克反應的催化劑。它亦用於烴的聚合和异构化反应中。
鋁亦可以生成一氯化鋁（{\displaystyle {\ce {AlCl}}}），但這种化合物很不穩定，只能以氣態的形式出現。
工業上，它經鋁土礦加工，由鋁和氯之間的放熱反應所製。

## 制备
無水氯化鋁可由氧化鋁和碳的混合物與氯氣反應得到：{\displaystyle {\ce {2Al_2O_3 + 3C + 6Cl_2-> AlCl_3 + 3CO_2}}}
也可由鋁和鹽酸的混合物得到：
{\displaystyle {\ce {6HCl + 2Al-> 2AlCl_3 + 3H_2}}}

## 化學性質
氯化鋁是強路易斯酸, 可和路易斯鹼作用產生化合物，甚至也可和二苯甲酮和均三甲苯之類的弱路易斯鹼作用。若有氯離子存在，氯化鋁會生成(四)氯鋁酸根離子AlCl4−：
AlCl3(aq) + Cl−(aq) ⇌  AlCl4−(aq)
在水中，氯化鋁會部分水解，形成氯化氫气体或H3O+離子。其水溶液和其他含鋁物质的溶液相同，含有水合铝离子，跟適當份量的氫氧化鈉反應可生成氫氧化鋁沉淀：
AlCl3(aq)  +  3 NaOH(aq)  →  Al(OH)3(s)  +  3NaCl(aq)
AlCl3(aq)  +  3 H2O  → AlO2-+  3HCl  +  H3O+

## 用途
氯化鋁主要用在傅-克反应 中，例如以苯和光氣為原料制備蒽醌，应用于染整工業中。 在廣義的傅-克反应中，醯氯或鹵代烷和芳香族物質的反應式如下:
苯及其衍生物在發生上述反應時，主產物是對位的異構物。相比較下，烷基化反應涉及的問題較多，不如酰基化反應應用廣泛。無論是哪種反應，氯化鋁和其他原料和儀器都必須是中等乾燥的，少量的水有助於反應進行。
由於氯化鋁可與反應產物配位，因此應用在傅克反應時，它的用量必須與反應物相同，而非「催化量」。反應後的氯化鋁很難回收，會產生大量的腐蝕性廢料。為了達到綠色化學的要求，化學家開始使用三氟化釔或三氟化鏑來替代氯化鋁，減少污染。
氯化鋁也常用來將醛基加在苯環上，如加特曼-科赫反應用一氧化碳、氯化氫、氯化鋁及氯化亞銅為催化劑
氯化铝在有机化学中有很广泛的应用。 它可以催化Ene反應，比如3-丁烯-2-酮（甲基乙烯基甲酮）与香芹酮加成：
氯化鋁也常用在烃类聚合反应和异构化反应中，重要的例子包括 工业上乙苯的生产。乙苯可用于进一步制备苯乙烯、聚苯乙烯以及用作清洁剂的十二烷基苯。
芳烃存在下，氯化铝与铝混合可用于合成二(芳烃)金属配合物。例如，二苯铬就是通过特定金属卤化物经由Fischer-Hafner合成制备的。
低濃度的碱式氯化铝常是防汗药的成分之一，而多汗症患者在使用时浓度会高些（12%或更高）。
氯化铝和氯化钠不同，其化学键的構成大部分是共价键，而离子键的佔比極低，因此熔融態的氯化鋁不易電離，且電離產生的Cl-會和氯化鋁分子結合生成更穩定的四氯合鋁酸根離子AlCl4−；並且氯化鋁在180 °C（356 °F）以上的溫度下會升华成為氣體；因此在工業上不會通過電解氯化鋁的方式量產金屬鋁。但是在熔融態的氯化鋁添加氯化鈉、無水氯化钙和少量的氯化锂，增强氯化铝分子的电离效率，添加氯酸钾阻止氯化铝的升华；用此方法可以电解制备高纯度的金属铝。

## 注意事項
無水氯化鋁會和鹼劇烈反應，因此需妥善處理。含結晶水的氯化鋁較無此問題。
如果吸入無水氯化鋁或接觸眼睛和皮膚會造成刺激。